# Thaumasite
La thaumasite est un minéral silicate de calcium, contenant des atomes de silicium dans une configuration octaédrique inhabituelle, de formule chimique Ca3Si(OH)6(CO3)(SO4)·12H2O, parfois également écrite plus simplement CaSiO3·CaCO3·CaSO4·15H2O.
Il se présente sous forme de cristaux hexagonaux prismatiques incolores à blancs, typiquement sous forme de groupes rayonnants aciculaires. On le trouve également en masses fibreuses. Sa dureté est de 3,5 et il a une densité de 1,88 à 1,90. Optiquement, il est uniaxe négatif avec des indices de réfraction nω = 1,507 et nε = 1,468.

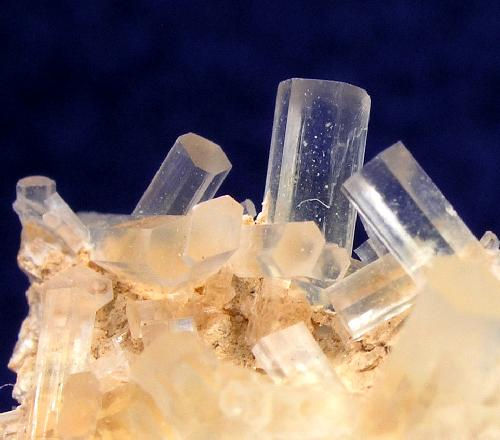
Groupe de prismes de thaumasite de Kuruman, dépôts de manganèse du Kalahari, province Cap-Nord, Afrique du Sud (taille : 4,2 x 3,1 x 1,2 cm)

Il apparaît comme minéral d'altération hydrothermale dans les gisements de sulfure et d'altération géothermale du basalte et du tuf volcanique. On le trouve avec les zéolites, l'apophyllite, l'analcime, la calcite, le gypse et la pyrite.
La thaumasite peut également se former en même temps que d'autres silicates de calcium hydratés (CSH) lors de l'altération du ciment, particulièrement lors d'une réaction sulfatique. La réaction peut conduire à l'affaiblissement, à l'expansion et à la fissuration du béton. Contrairement à l'attaque sulfatique conventionnelle, dans laquelle l'hydroxyde de calcium et les aluminates de calcium hydratés réagissent avec les sulfates pour former du gypse et de l'ettringite, dans le cas de la formation de thaumasite, les hydrates de calcium de la pâte de ciment peuvent aussi être attaqués. Par conséquent, même du béton contenant du ciment Portland résistant aux sulfates peut être affecté.
Elle fut décrite pour la première fois en 1878 en Suède et nommé d'après le terme grec, "thaumazein", être surpris, en référence à sa composition inhabituelle avec des anions carbonate, sulfate et hydroxysilicate.
La structure silicate de la thaumasite est inhabituelle du fait de la présence d'un atome de silicium non-tétraédrique dans son réseau cristallin,. Par ailleurs, une configuration octaédrique atypique est observée pour l'atome de silicium présent dans la thaumasite sous forme d'hexahydroxysilicate : [Si(OH)6]2−, un groupement ayant une géométrie similaire à celle de l'ion hexafluorosilicate [SiF6]2−.

## Minéraux apparentés
Autres minéraux silicates de calcium hydratés (C-S-H) : 
- Afwillite
- Acide hexafluorosilicique, un composé chimique avec un atome de silicium octaédrique hexa-coordonné
- Gyrolite
- Jennite
- Stishovite, un minéral rare haute pression ayant également un atome de silicium octaédrique hexa-coordonné
- Tobermorite